# Lewin Brzeski
Lewin Brzeskiⓘ (logo após a guerra Lubień, em alemão: Löwen) é um município no sudoeste da Polônia, localizado na voivodia de Opole, no condado de Brzeg e é a sede da comuna urbano-rural de Lewin Brzeski. O município situa-se na planície da Silésia e o rio Nysa Kłodzka flui por ele.
Historicamente, Lewin Brzeski está localizado na Baixa Silésia. Lewin recebeu o foral de cidade antes de 1284. Nos anos de 1975 a 1998, a cidade pertencia administrativamente à antiga voivodia de Opole.
Estende-se por uma área de 11,6 km², com 5 560 habitantes, segundo o censo de 31 de dezembro de 2024, com uma densidade populacional de 478 hab./km².

## Toponímia
Segundo o professor alemão Heinrich Adamy, o nome da cidade vem do antigo nome polonês de łowiectwo (caça). Em seu trabalho com nomes locais na Silésia, publicado em 1888 em Breslávia, ele menciona o nome original da vila (então uma vila) como Łowic, dando a seu significado Jagerdorf — “vila de caçadores”.
No livro latino, Liber fundationis episcopatus Vratislaviensis (Livro da fundação do episcopado de Breslávia), escrito durante os tempos do bispo Henrique de Wierzbno nos anos 1295–1305, o lugar é mencionado em sua forma polonesa atual, Lewin.
No documento latino medieval de Boleslau de Opole de 1 de setembro de 1310, a cidade foi mencionada com o nome de Lewin.
Em 1613, o regionalista e historiador da Silésia Mikołaj Henel, de Prudnik, mencionou a cidade em seu trabalho sobre a geografia da Silésia intitulado Silesiographia dando seu nome em latim: Lewinum O cartógrafo e geógrafo suíço Matthäus Merian em sua obra “Topographia” publicada em 1650 dá duas formas germanizadas do nome do lugar: Löben e Löwen; ele também dá dois nomes poloneses distorcidos: Lewyn e Levin.

## História

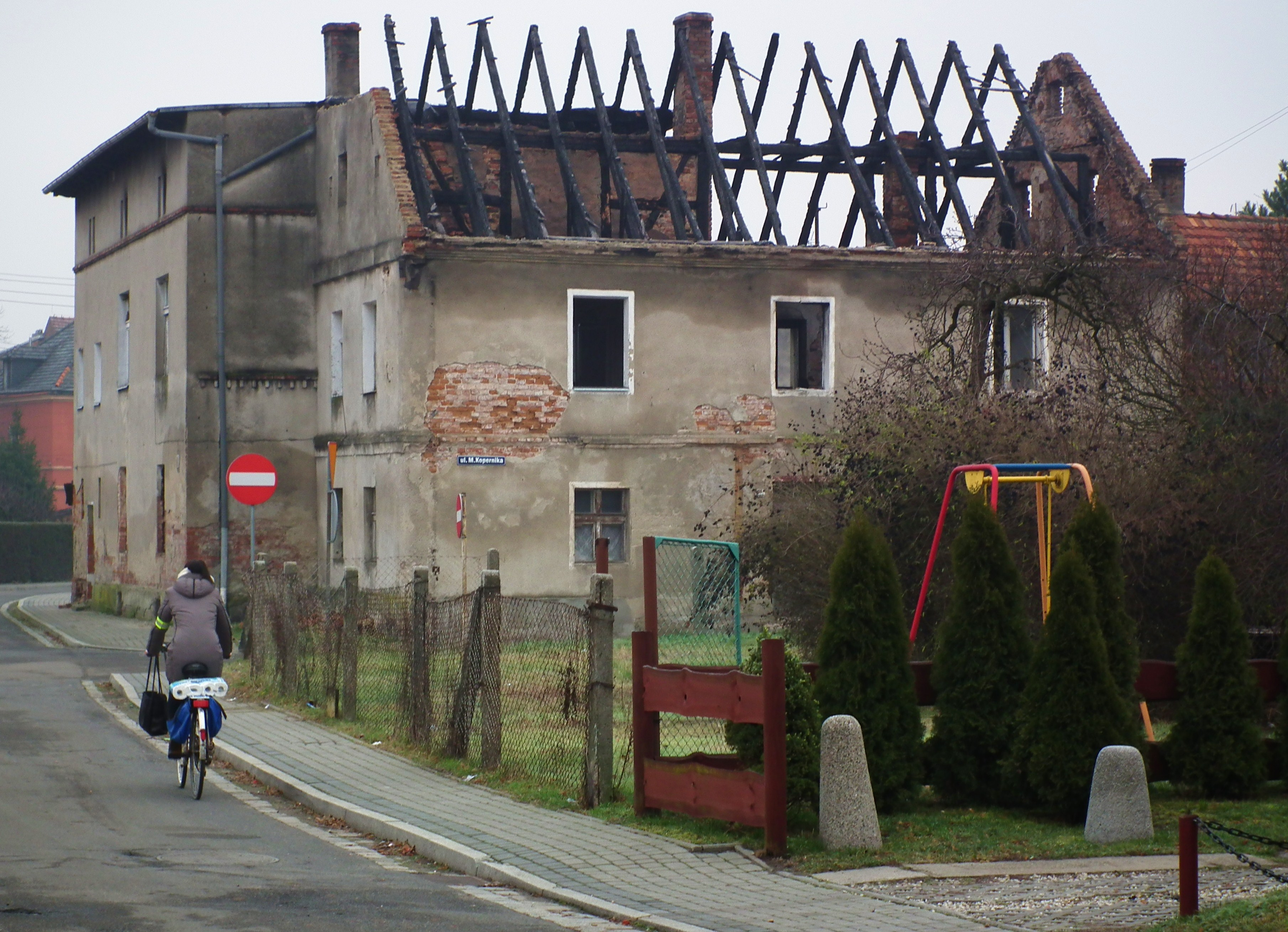
Casa incendiada na Cidade Velha

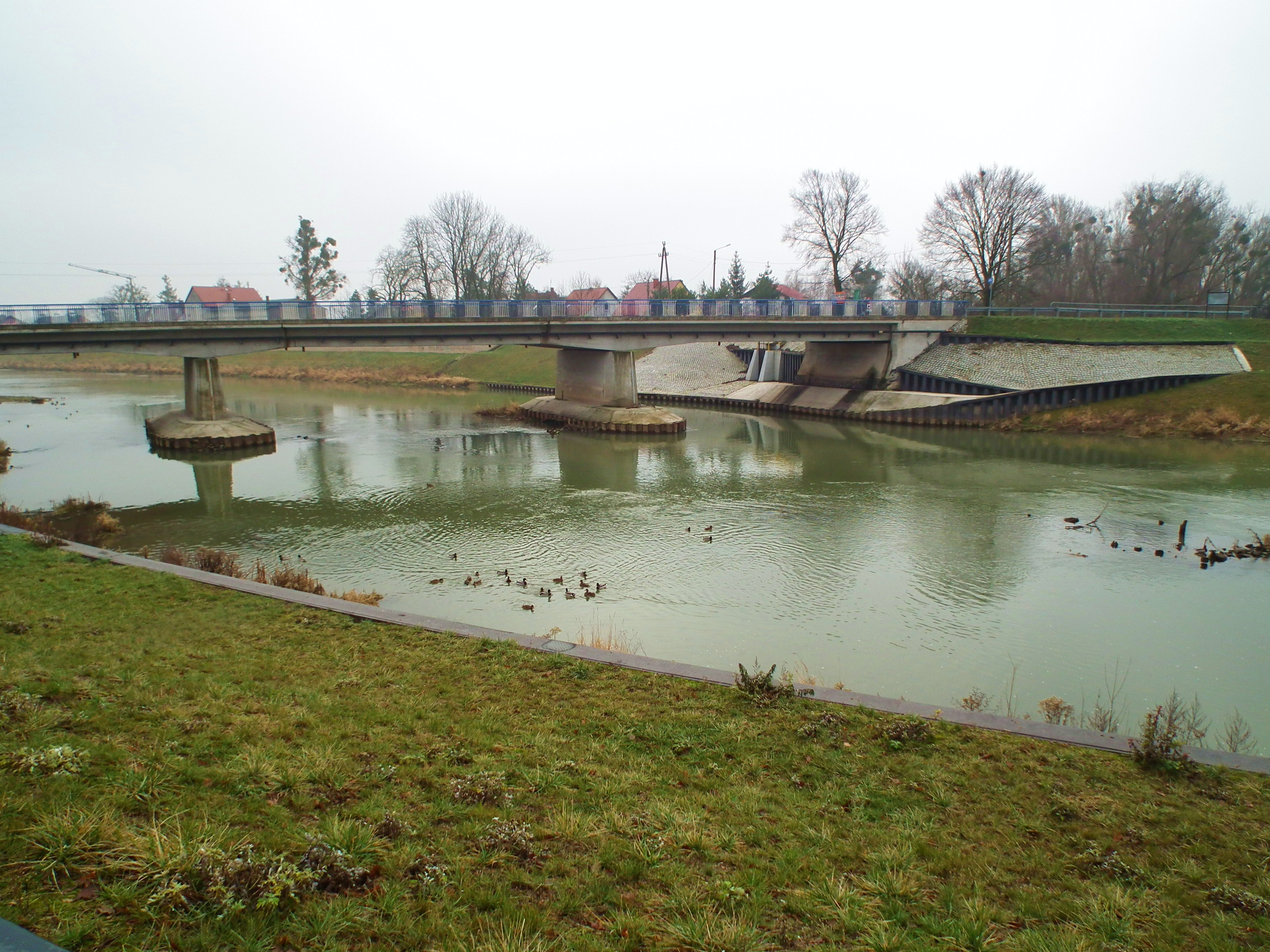
Ponte sobre o rio Nysa Kłodzka em Lewin Brzeski

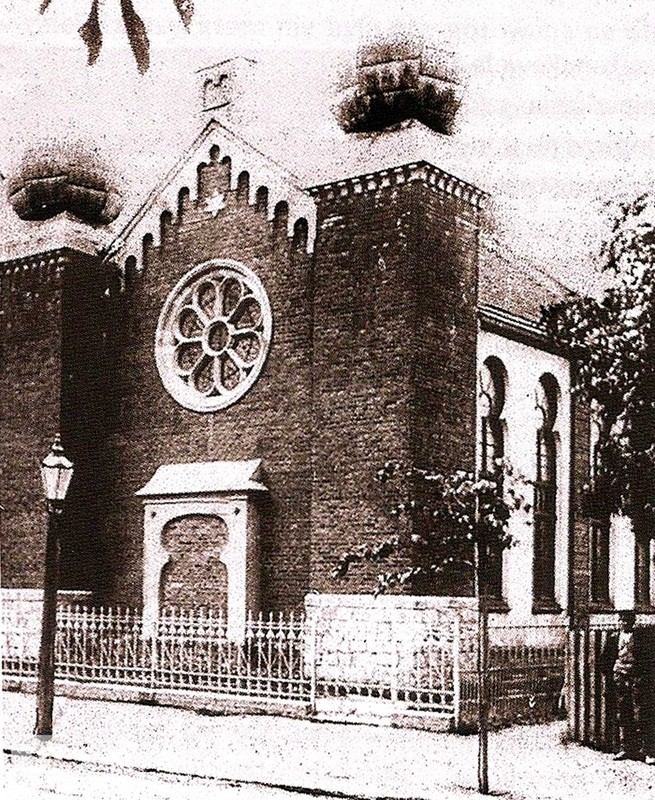
Sinagoga em Lewin Brzeski, antes de 1920

A fundação do assentamento foi condicionado por sua localização próxima à travessia do rio Nysa Kłodzka. Seus direitos de cidade foram concedidos no século XIII por seu primeiro proprietário, Bogusz de Pogorzela, que fundou a cidade em 1250; os direitos de cidade foram confirmados em 1333 pelo duque Boleslau III de Brzeg.
Até 1675, a cidade pertenceu ao Ducado de Legnicko-Brzeskie. Desde 1329, era um feudo do Reino da Boêmia. Nos anos de 1526 a 1741, Lewin Brzeski foi governada pelos Habsburgos austríacos. Após esse período (como resultado das Guerras da Silésia), ficou sob o domínio prussiano com a maioria da Silésia.
No século XVIII, os judeus chegaram à cidade. Em 1880, um cemitério judeu foi construído aqui. Em 1937, apenas 30 judeus viviam na cidade.
Durante a Segunda Guerra Mundial, prisioneiros de guerra do campo de trabalho de Brieg-Pampitz, incluindo Mieczysław Dukalski, conhecido como “Zapora”, trabalharam na estação ferroviária.
Em 1945, depois que os alemães acabaram sendo expulsos, a cidade ficou sob controle polonês e o nome histórico Lewin foi restaurado, com o adjetivo Brzeski adicionado da cidade vizinha Brzeg. Foi reassentada por poloneses, alguns deles expulsos do antigo leste da Polônia anexado pela União Soviética e, em particular, das regiões do sudeste da Polônia antes da guerra, Kolomyia, Ivano-Frankivsk e Lviv.
Entre 1950 e 1953, uma organização juvenil anticomunista clandestina, “Águias Clandestinas da Liberdade”, esteve ativa na cidade.
Em 1 de março de 2015, na igreja paroquial da Assunção da Bem-Aventurada Virgem Maria, foi inaugurada uma placa comemorativa Em memória dos soldados e ativistas da independência clandestina de 1939–1956, comemorando a organização “Águias Clandestinas da Liberdade” e os cichociemni associados à cidade: Alojzy Józekowski e Kazimierz Nieple.
Em 16 de setembro de 2024, o rio Nysa Klodzka, que passa por Lewin Brzeski, inundou, causando grandes danos.

## Demografia
Conforme os dados do Escritório Central de Estatística da Polônia (GUS) de 31 de dezembro de 2024, Lewin Brzeski é uma cidade pequena com uma população de 5 560 habitantes (22.º lugar na voivodia de Opole e 533.º na Polônia), tem uma área de 11,6 km² (28.º lugar na voivodia de Opole e 554.º lugar na Polônia) e uma densidade populacional de 478 hab./km² (19.º lugar na voivodia de Opole e 609.º lugar na Polônia). Nos anos 2002-2024, o número de habitantes diminuiu 5,1%.
Os habitantes de Lewin Brzeski constituem cerca de 6,47% da população do condado de Brzeg, constituindo 0,60% da população da voivodia de Opole.
| Descrição                         | Total      | Total    | Mulheres   | Mulheres | Homens     | Homens   |
| --------------------------------- | ---------- | -------- | ---------- | -------- | ---------- | -------- |
| unidade                           | habitantes | %        | habitantes | %        | habitantes | %        |
| população                         | 5 560      | 100      | 2 879      | 51,8     | 2 681      | 48,2     |
| superfície                        | 11,6 km²   | 11,6 km² | 11,6 km²   | 11,6 km² | 11,6 km²   | 11,6 km² |
| densidade populacional (hab./km²) | 478        | 478      | 247,6      | 247,6    | 230,4      | 230,4    |

## Monumentos históricos

Prefeitura
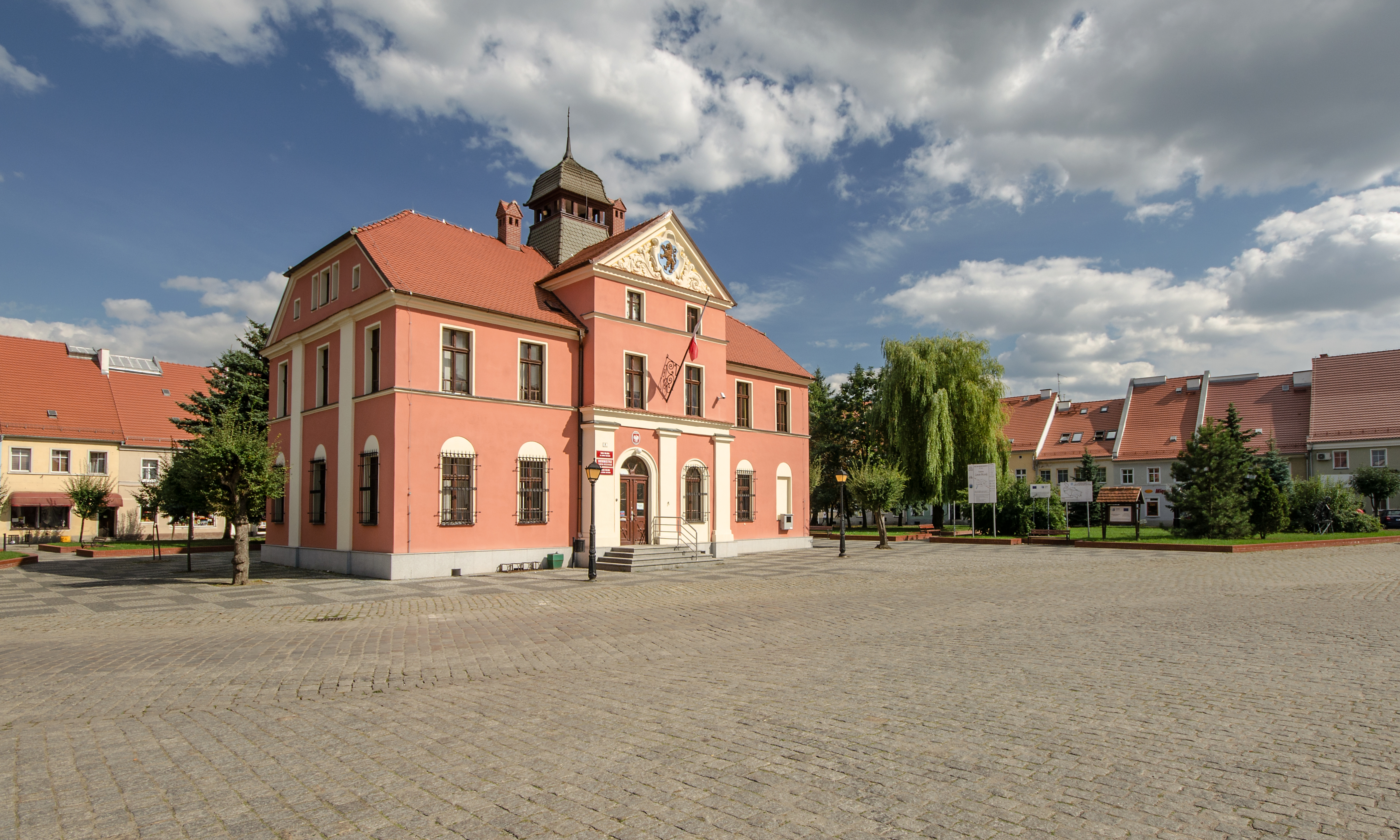
Vista exterior
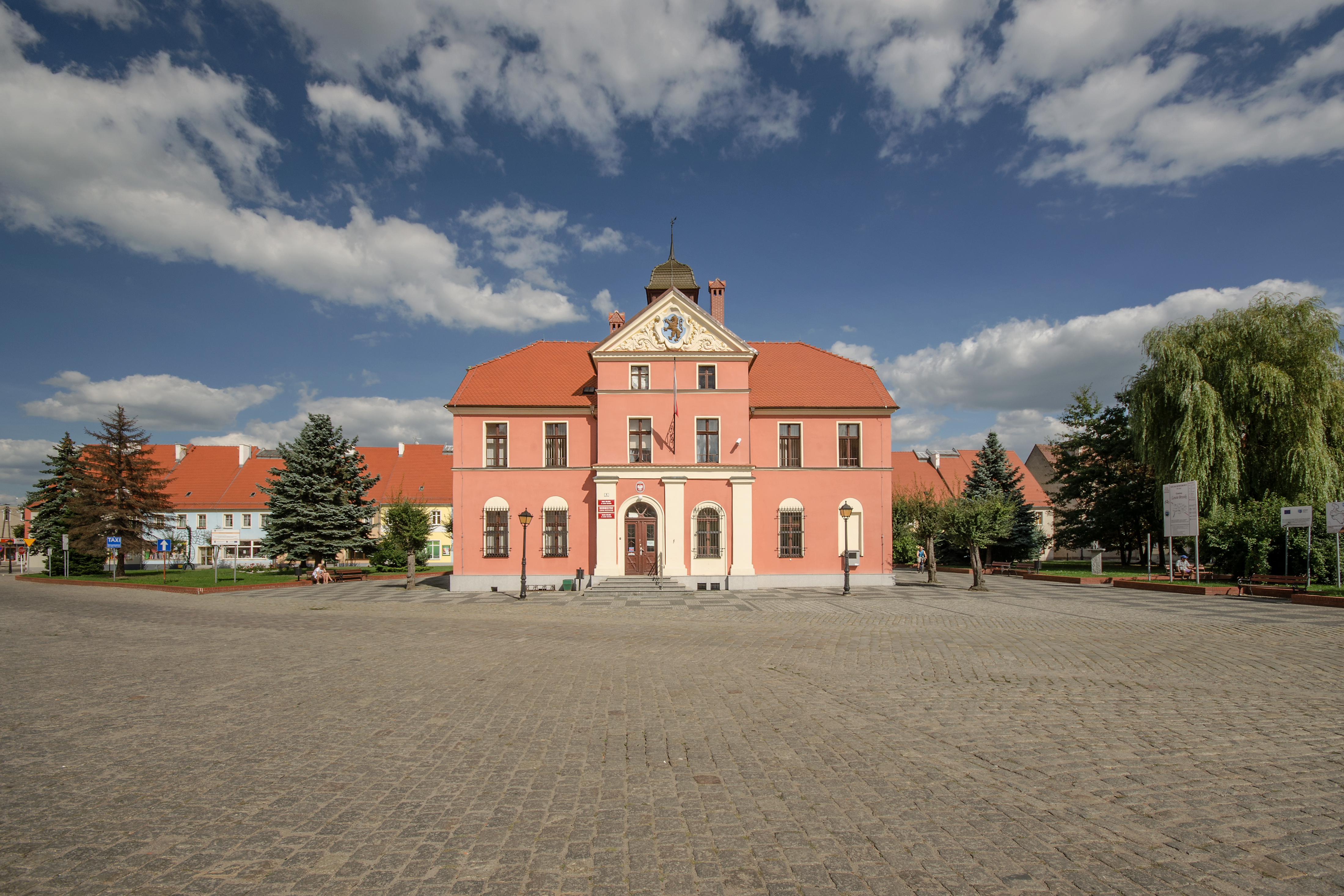
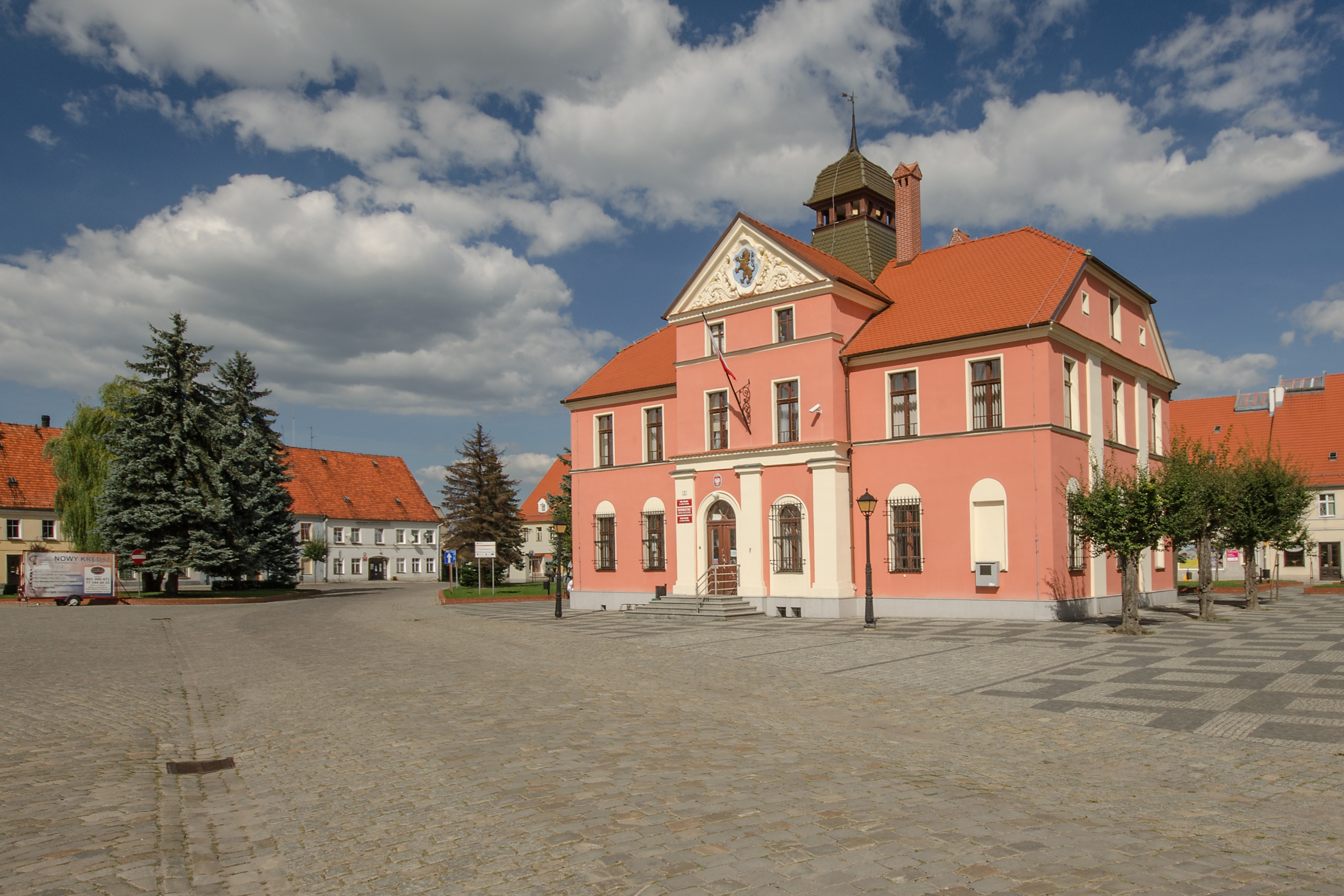
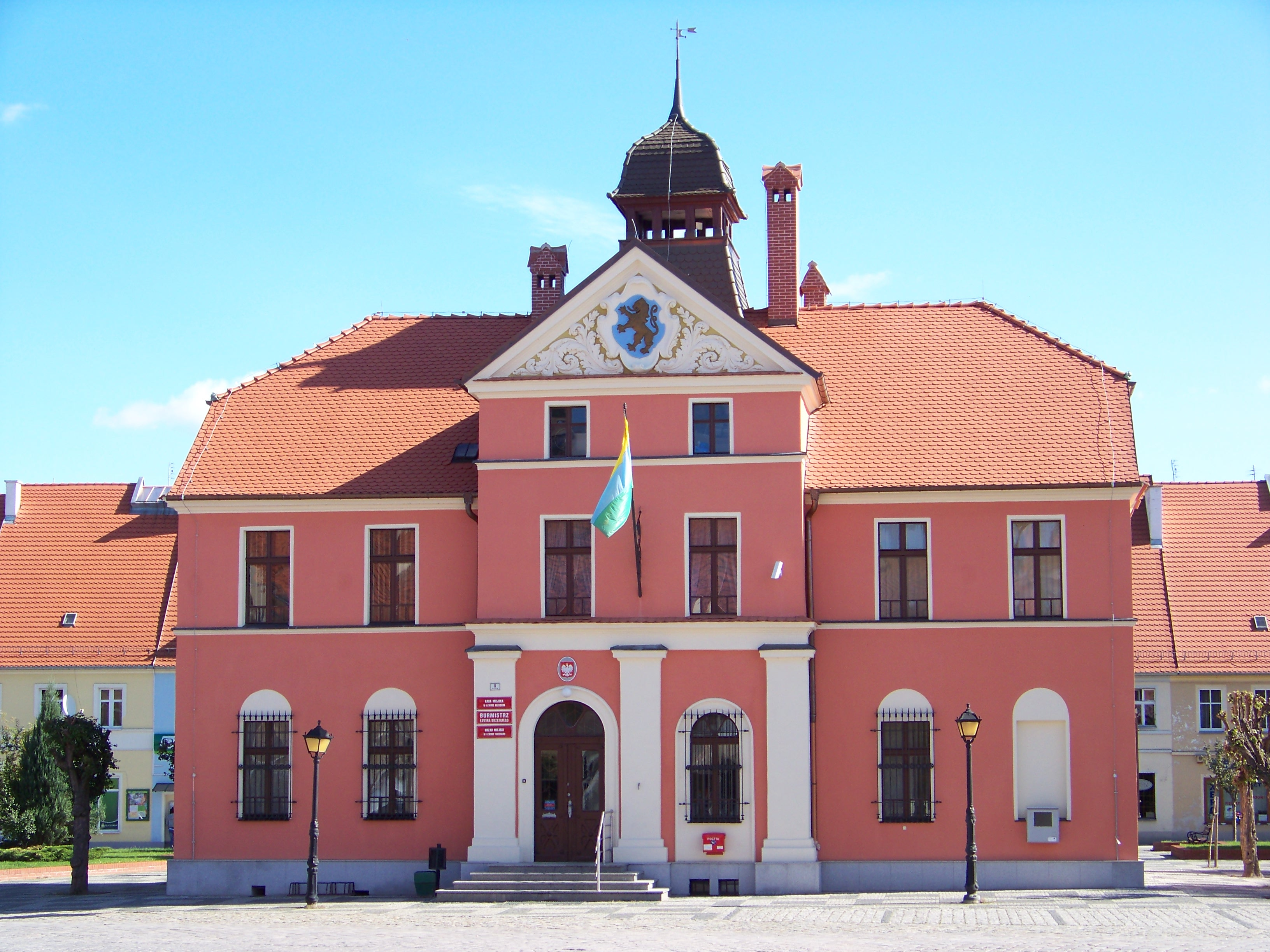
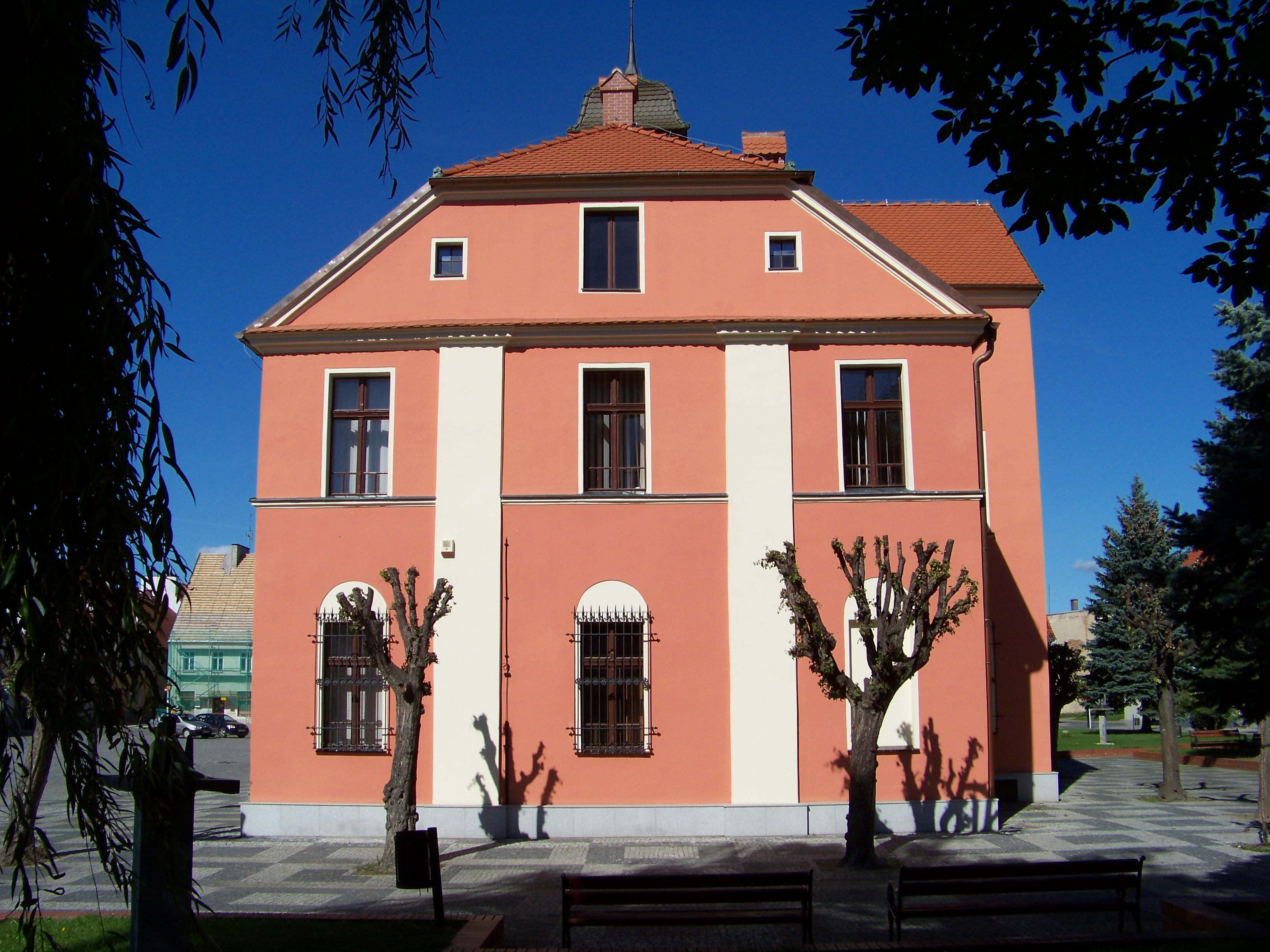
Fundos

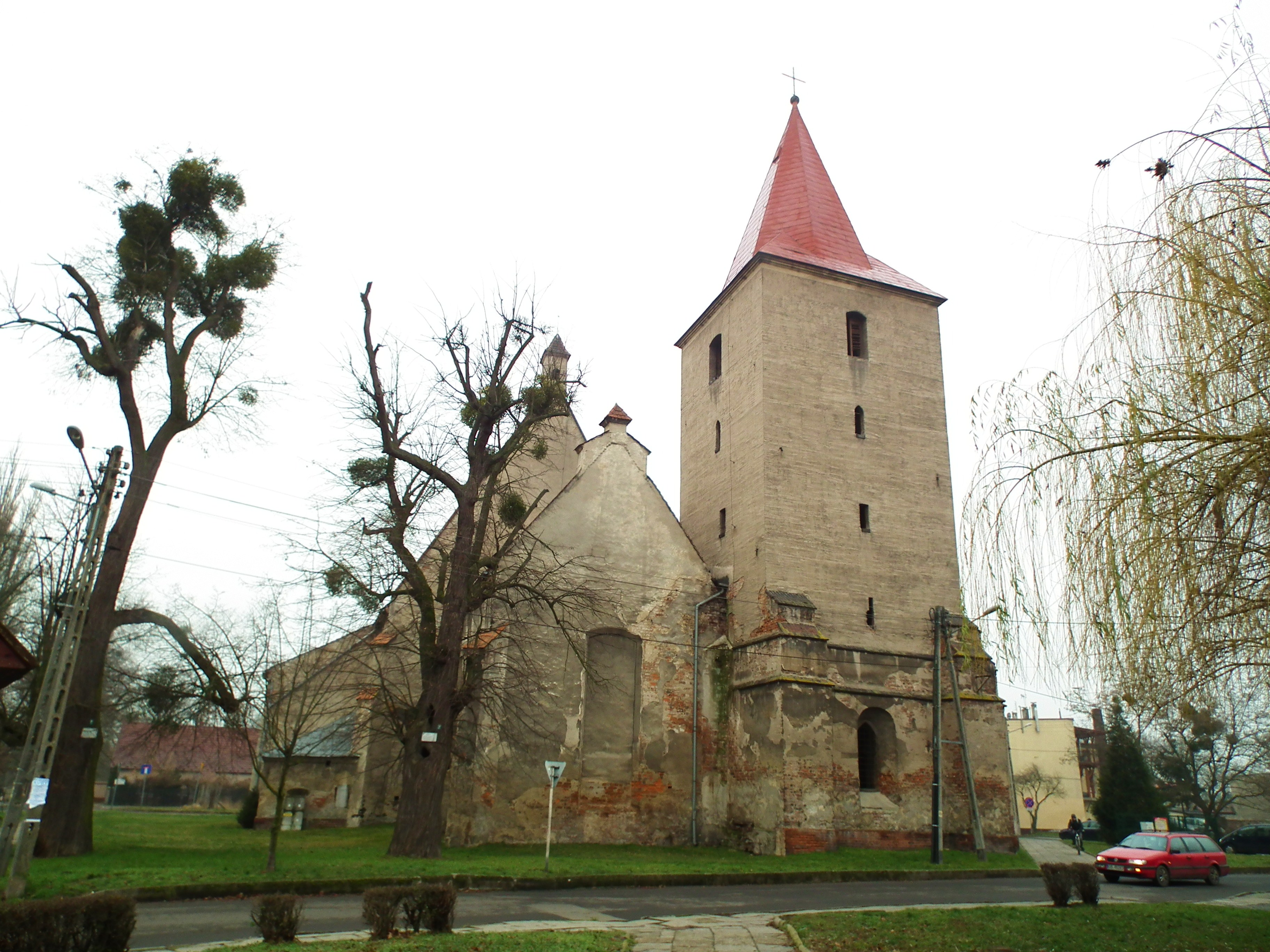
Igreja evangélica de São Pedro e São Paulo

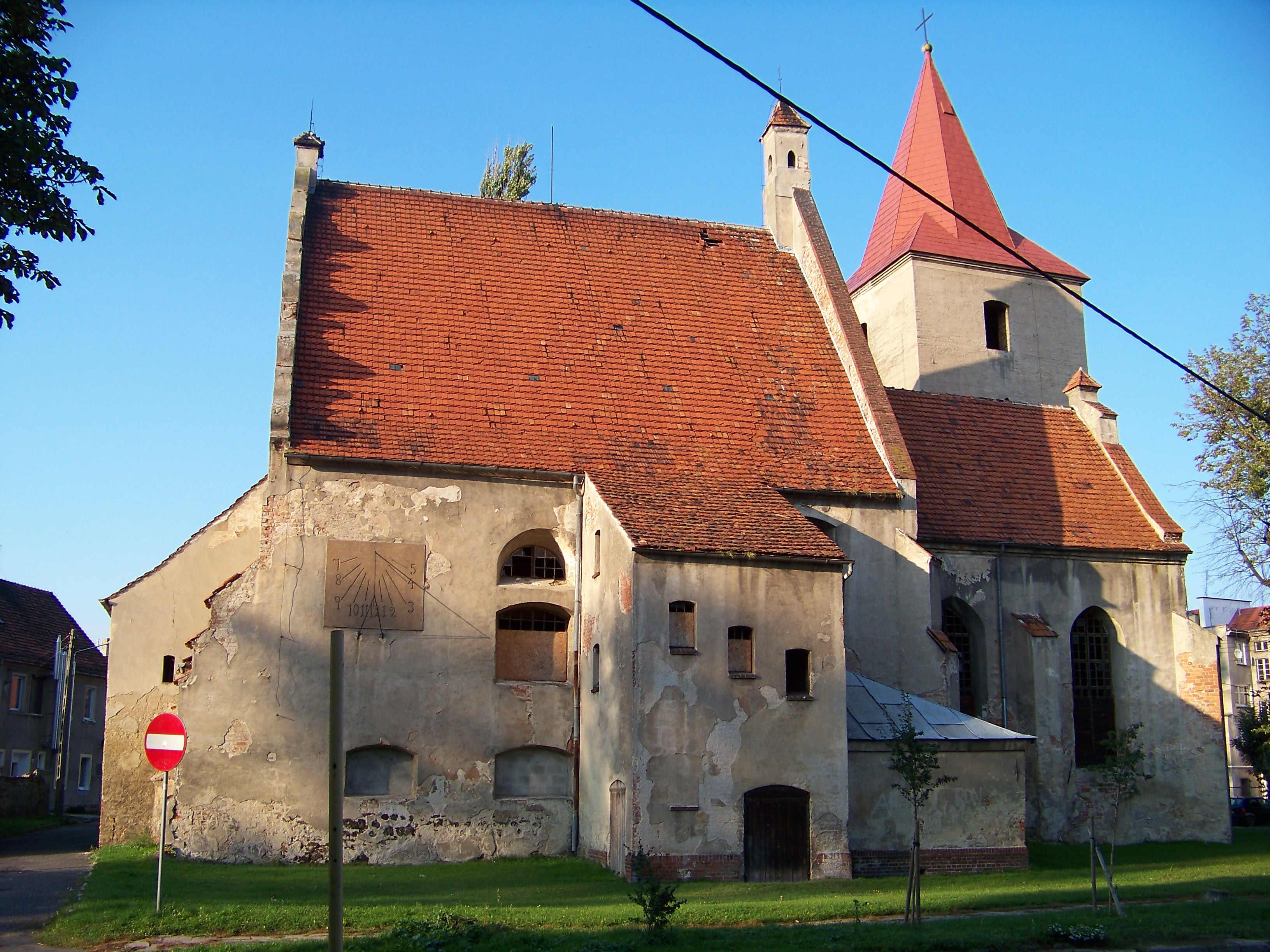
Lateral

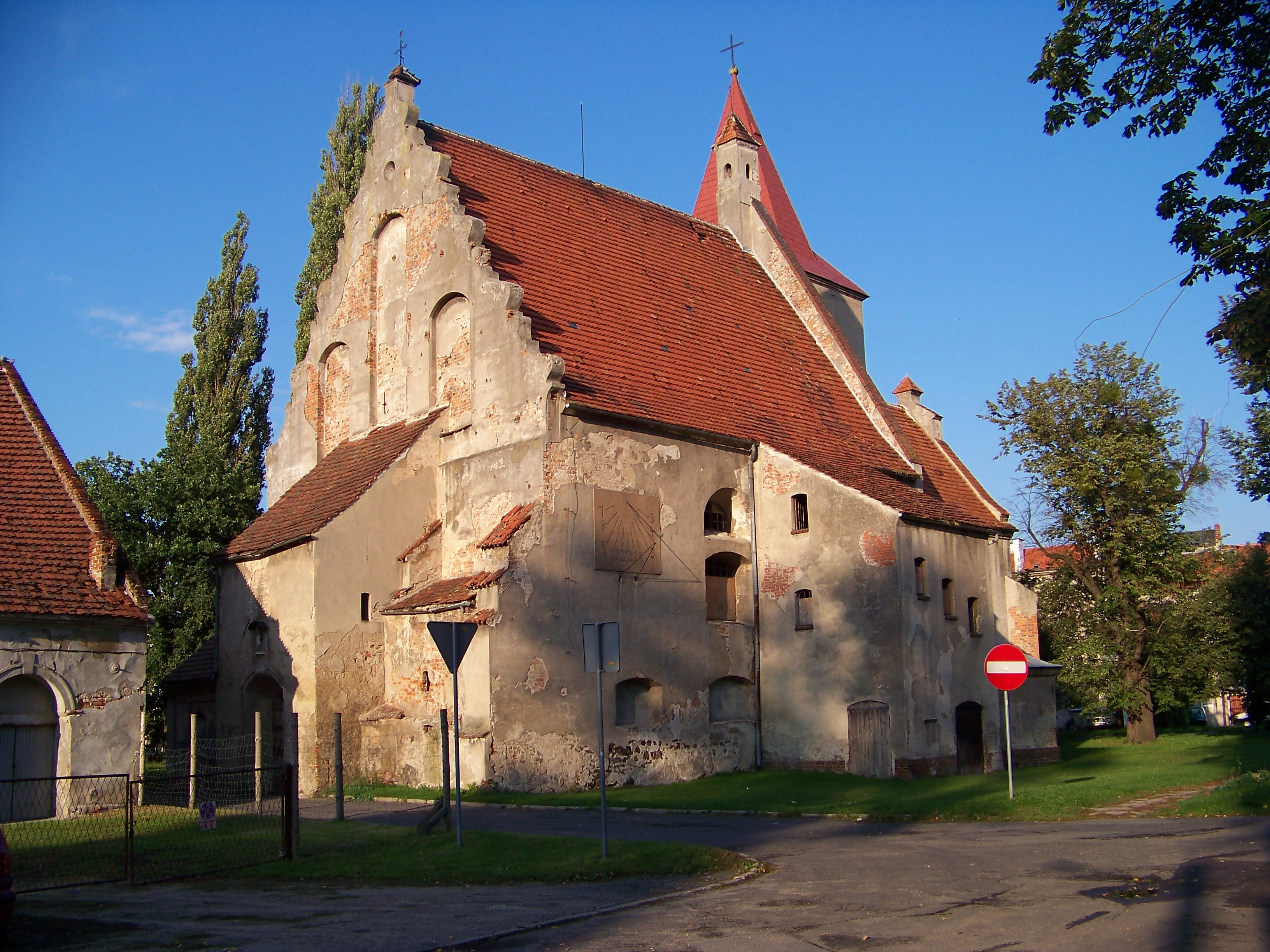
Igreja evangélica

Conforme o cadastro do Instituto do Patrimônio Nacional, a lista de monumentos inclui:
- Traçado urbano da cidade com o traçado das ruas medievais preservadas
- Igreja evangélica de São Pedro e São Paulo, rua Wojska Polskiego 5, do século XIV, século XVI, 1660. Atualmente não é usada. Foi mencionada pela primeira vez em 1310. A aparência atual vem do século XIV e foi assumida por evangélicos. A igreja foi reconstruída e reconstruída após um incêndio ocorrido em 1586. Foi originalmente construída em estilo gótico, mas após a expansão, a arquitetura foi alterada para o estilo renascentista. O elemento arquitetônico mais antigo deste monumento é a torre com capela-mor contígua com abóbada de nervura (de 1586). Na cave existe uma capela com abóbada renascentista. As janelas são feitas em arcos agudos. No interior, existe um altar principal renascentista de madeira de 1613. Seu contratante foi Herman Fischer de Nysa. No local central do altar, está representada a cena da crucificação e, nas laterais, as estátuas de São João Batista e de Moisés. Infelizmente, ela está parcialmente danificada. Na capela da igreja existia um altar em grés de meados do século XVII. Composição do tríptico - a cena da crucificação é representada na parte central do altar. Após conservação e restauração, este altar foi transferido para a igreja católica em Lewin Brzeski. Ambos os altares foram financiados pelos então proprietários de Lewin, a família von Beess. No alpendre poente, conserva-se o portal de pedra do século XIV, na maior parte, frente à capela-mor, destaca-se um púlpito e uma cruz, em estilo barroco.
- Túmulos de soldados da Primeira Guerra Mundial no cemitério católico.
- Edifício da prefeitura na praça principal — construída por volta de 1500. A forma atual é de 1837. A prefeitura foi reconstruída várias vezes. O estilo do edifício é classicista, retangular com vanguardistas ao longo das elevações mais longas. Atualmente, o prédio abriga a sede da Prefeitura Municipal. Até hoje, o traçado medieval da praça principal foi preservado com duas ruas partindo de cada esquina. A forma das ruas que circundam a praça é circular.
- Complexo do palácio, de meados do século XVIII
  - Palácio em Lewin Brzeski, barroco de 1772, atualmente restaurado. O palácio, que agora abriga o Ginásio Olímpico — foi construído em 1772 com o apoio de Otto Leopold von Beess, como um edifício barroco térreo. O edifício foi reformado em 1860. Foi destruído novamente durante um incêndio em 1955. Erguido em planta retangular, com duas alas perpendiculares. Há uma varanda decorativa no primeiro andar. Na parte frontal do palácio existe um pátio rodeado por uma muralha do século XVIII com três portões e arcadas semicirculares.
  - Parque
  - Cerca com portões
- Casa, rua Kilińskiego 11, de meados do século XIX
- Casas, rua Kościuszki 3, 5, 9, 19
- Casas, rua Matejki 5, 6, 8, 9, 10 / 10a, 11, 12, a partir de meados do século XIX
- Casas, rua Pocztowa 3, 5, a partir de meados do século XIX
- Casas na praça principal, restauradas: 2, 3, 4, 5, 6, 7, 8, 12, 13, 14, 15, 17, 18, 21, 22, 22a, 23, 24, 26, 27, 27/28, do século XIX
- Celeiro, de 1756

Outros monumentos:
- Igreja católica da Assunção da Bem-Aventurada Virgem Maria, na rua Wojska Polskiego. A igreja foi construída em estilo neogótico em 1903. No interior da igreja existe um altar de pedra do século XVII, em arenito, com cenas da crucificação. A igreja foi recentemente renovada por completo. A casa paroquial junto à igreja também foi renovada.
- Cruz penitencial — situa-se próxima ao rio Neisse, perto do cemitério e data de 1617. A inscrição na cruz na tradução portuguesa diz: “15 de abril de 1617. George Friedrich Brandtner, um jovem de 20 anos e meio de idade, foi morto neste lugar pelo assassino Georg ... da Saxônia”. O nome do assassino está faltando. Existem suposições de que o nome foi falsificado ou obliterado pelo perpetrador, ou outra pessoa. O motivo do crime permanece obscuro.[22]

Palácio barroco de 1772, atualmente escola primária
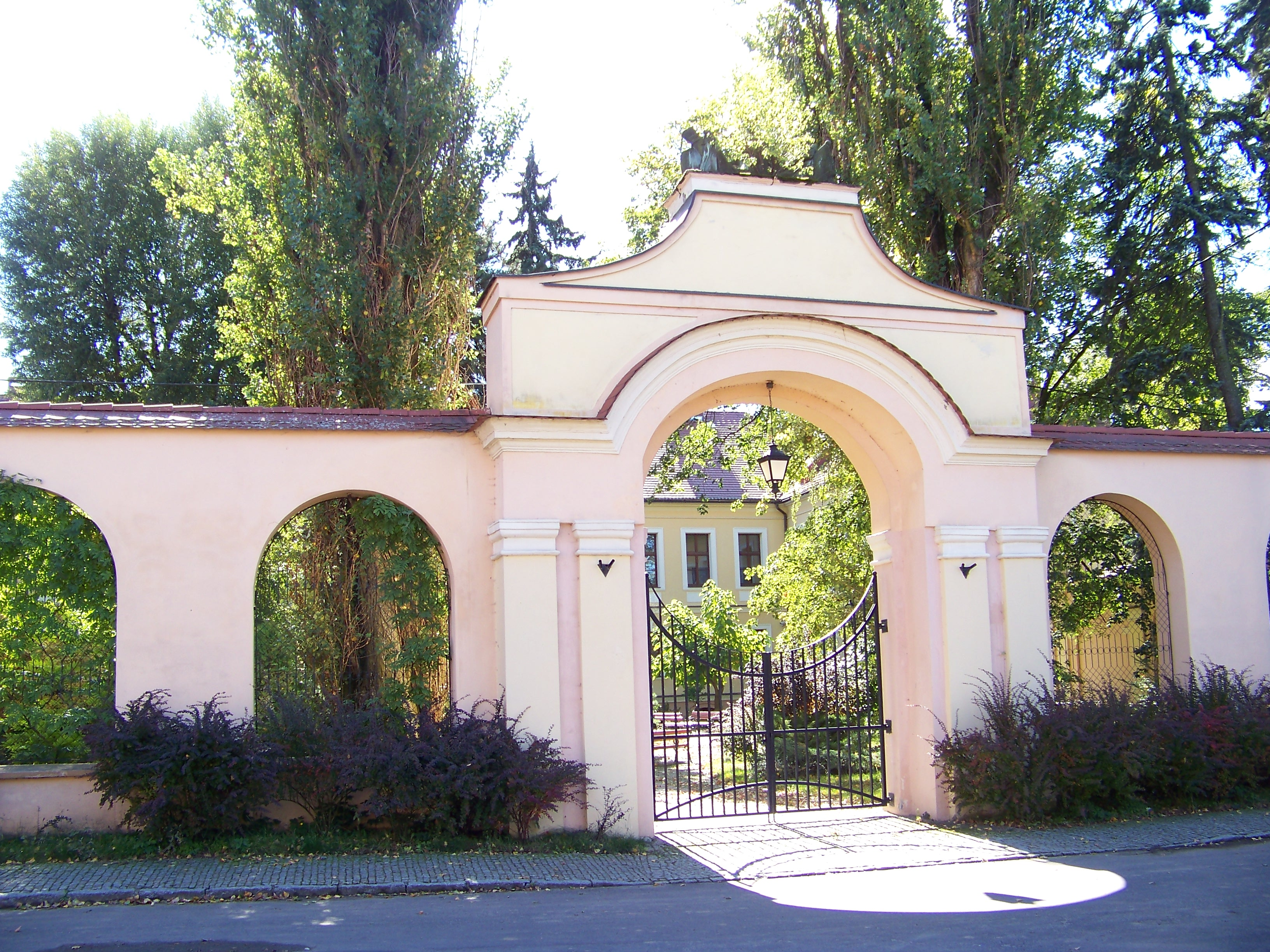
Portão principal
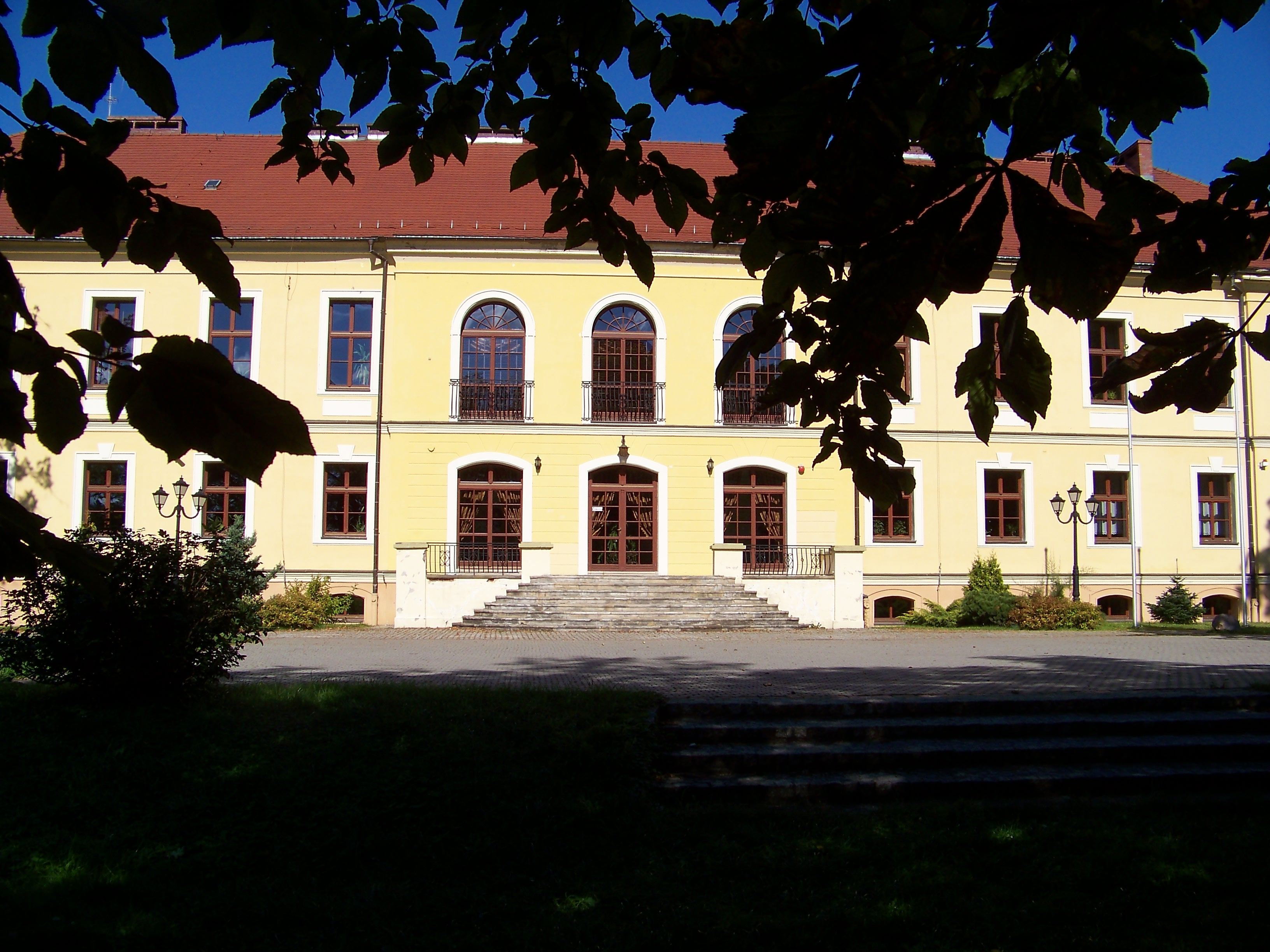
Vista exterior
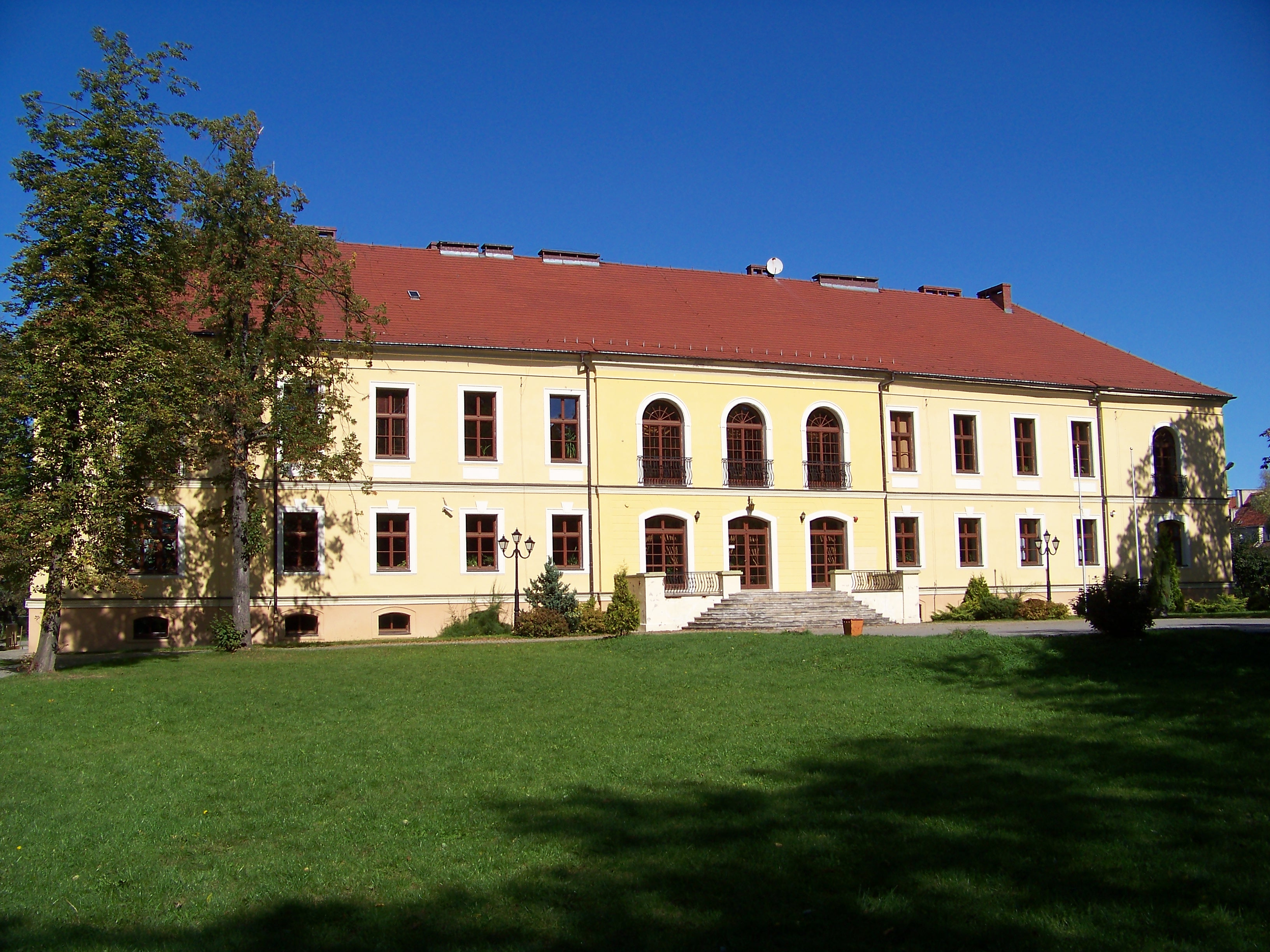
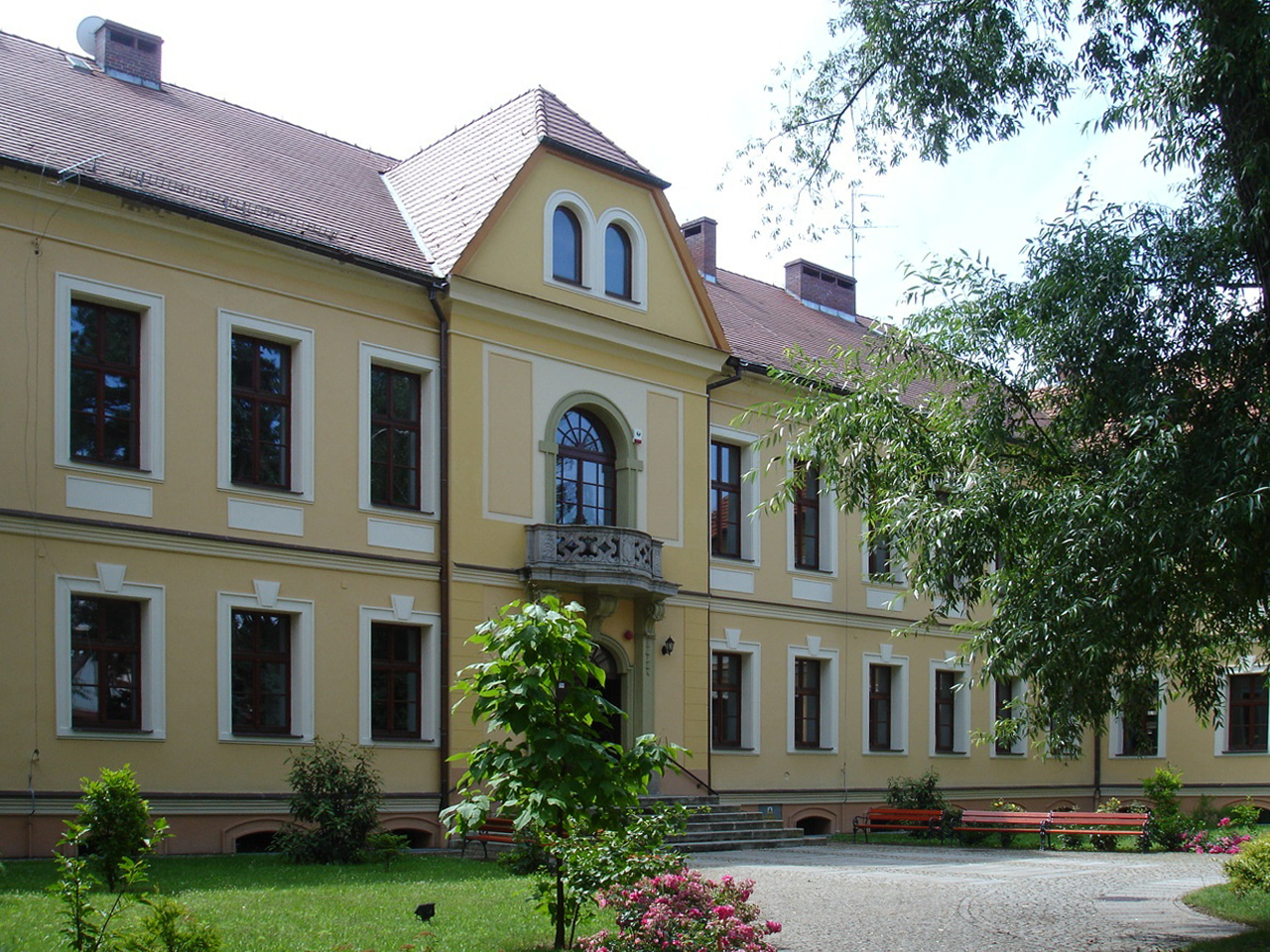
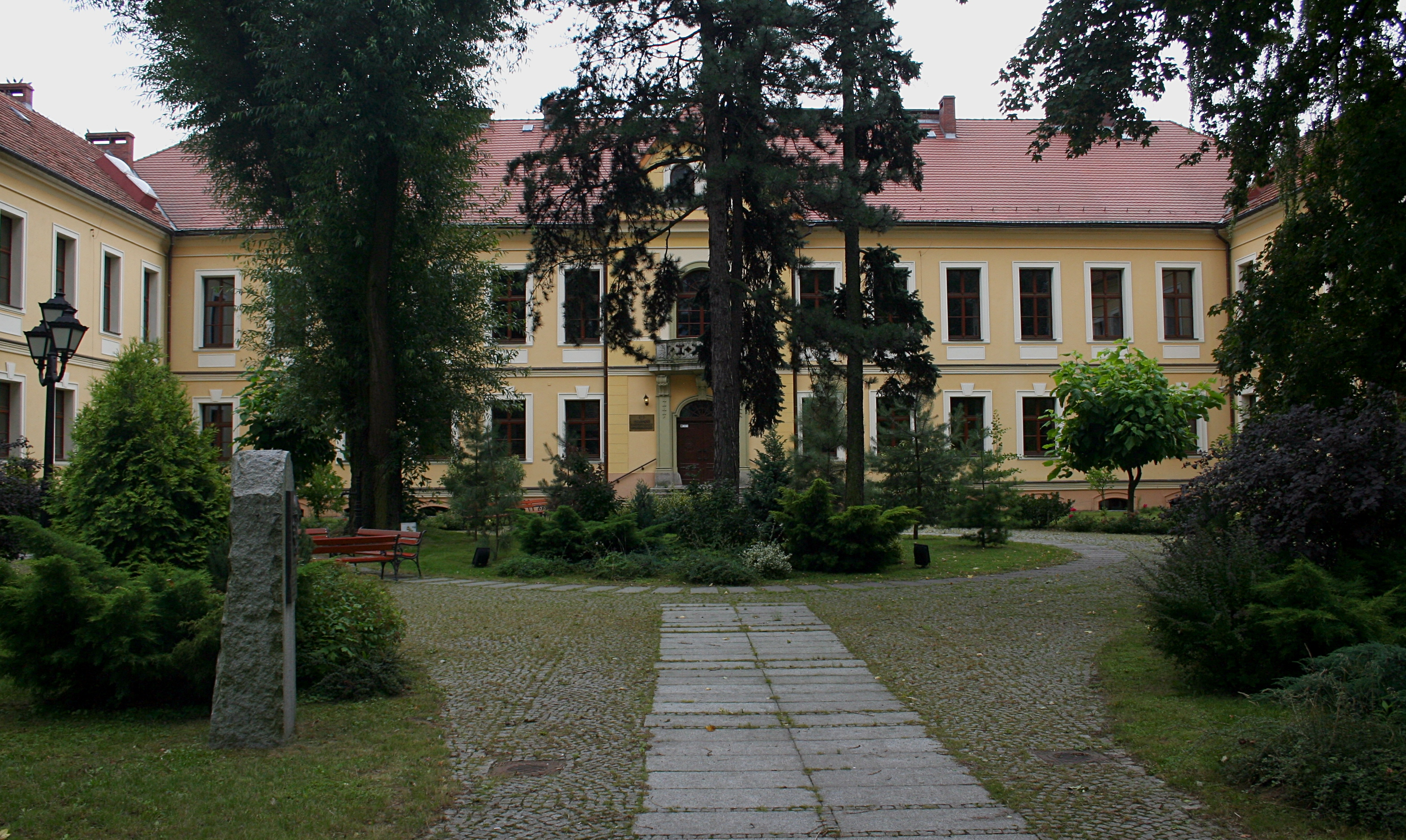
Pátio

## Transporte
A cidade fica na principal rota de transporte ferroviário Breslávia — Katowice/Lubliniec, entre a autoestrada A4 e a Estrada Nacional 94 Opole — Breslávia.

## KS Olimpia Lewin Brzeski

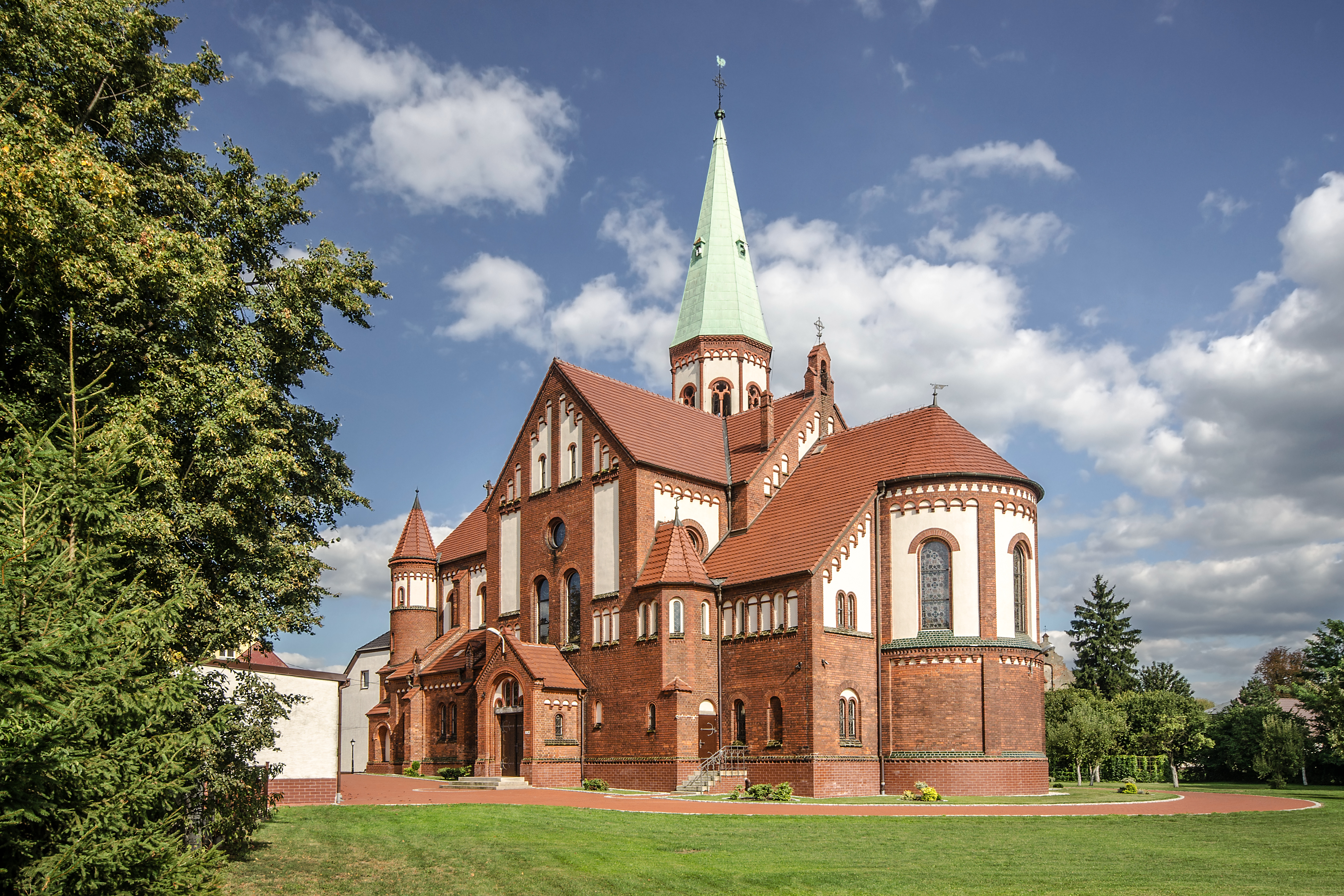
Igreja da Assunção da Bem-Aventurada Virgem Maria

Olimpia Lewin Brzeski é um clube de futebol com sede em Lewin Brzeski, fundado em 1947. Atualmente, atua na 4.ª liga Opole de futebol. Subiu para a 4.ª liga em 2008 (1.º lugar) e foi 6.º lugar na 4ª liga em 2009.

## Comunidades religiosas
- Igreja Católica na Polônia:
  - Paróquia da Assunção da Bem-Aventurada Virgem Maria
- Testemunhas de Jeová:
  - Igreja em Lewin Brzeski (Salão do Reino, rua Kasztanowa 7)